# Gary Barnidge
Gary Michael Barnidge (* 22. September 1985 in Bowling Green, Kentucky) ist ein US-amerikanischer ehemaliger American-Football-Spieler auf der Position des Tight Ends. Er spielte für die Carolina Panthers sowie für die Cleveland Browns in der National Football League (NFL).

## College
Barnidge besuchte die University of Louisville und lief zwischen 2004 und 2007 für deren Mannschaft, die Cardinals, als Tight End auf, wobei er insgesamt 17 Touchdowns erzielen konnte.

## NFL

### Carolina Panthers
Er wurde beim NFL Draft 2008 in der 5. Runde als insgesamt 141. Spieler von den Carolina Panthers ausgewählt. In seiner Rookie-Saison kam er ausschließlich in den Special Teams zum Einsatz und konnte drei Tackles setzen. Im folgenden Jahr stand er auch als Ersatz-Tight End auf dem Feld.
2011 brach er sich in der Vorbereitung den Knöchel und fiel die gesamte Saison aus. 2012 erzielte er endlich seinen ersten Touchdown als Profi.

### Cleveland Browns
2013 wechselte er zu den Cleveland Browns, wo er ebenfalls als Special Teamer und als Tight End spielt. Nach zwei eher durchschnittlichen Saisonen kam es 2015 zu einer richtigen Leistungsexplosion. Barnidge konnte 9 Touchdowns erzielen und wurde sogar in den Pro Bowl berufen.
Am 28. April 2017 wurde er wieder entlassen.